# Dagar som skakade Sverige
Dagar som skakade Sverige var ett svenskt TV-program från 1995 i TV3 som skildrade stora nyhetshändelser genom tiden. Bland annat Tjörnkatastrofen, Wennerströmaffären, Ulvenolyckan, Handenmorden, ockupationen av västtyska ambassaden, Norrmalmstorgsdramat, Morden på Malmö Östra Sjukhus, Branden på stadshotellet i Borås med flera. Programledare var Hasse Aro och Bengt Öste. Producent: Bo Rehnberg. Konceptet utvecklades av Pelle Törnberg.